# Copa Inca
Copa Inca nebo Torneo del Inca (oficiálním názvem podle sponzora Copa Movistar) je fotbalová pohárová soutěž v Peru (peruánský fotbalový pohár) pořádaná asociací Asociación Deportiva de Fútbol Profesional, složkou Peruánské fotbalové federace. Ročník 2011 se odehrál pod názvem Torneo Intermedio.
V ročníku 2011 účinkovalo šestnáct týmů z peruánské 1. ligy, pět ze 2. ligy a 11 ze soutěže zvané Copa Perú. Vítězem se stal klub José Gálvez FBC z města Chimbote.

## Přehled vítězů
- 2011: José Gálvez FBC (1. titul)[1]
- 2014: Alianza Lima (1. titul) [3][4]
- 2015: CD Universidad César Vallejo[5]